# Ferdinand Manns
Ferdinand Manns (* 27. August 1844 in Witzenhausen; † 26. Juli 1922 in Oldenburg) war ein deutscher Komponist und Dirigent sowie großherzoglich oldenburgischer Hofmusikdirektor.

## Leben
Manns war der Sohn eines Witzenhausener Zollbeamten und erhielt schon in früher Jugend Klavierunterricht und, nach dem Umzug seiner Familie nach Kassel, mit etwa zehn Jahren auch Geigenunterricht. Daneben bildete er sich in Kompositionstechnik aus. Ab seinem 17. Lebensjahr war er als Violinist in mehreren Orchestern tätig, zuletzt, ab 1866, im Bremer Theaterorchester. Für das Bremer Stadttheater komponierte er zahlreiche Bühnenmusiken. Weiterhin schrieb Manns in Bremen drei Symphonien, von denen die zweite in A-Dur am 22. April 1887 in Oldenburg unter seiner Leitung uraufgeführt wurde. Durch eine Fülle weiterer Orchesterwerke und durch seine Kammermusik ist Manns zu seiner Zeit bekannt geworden. 1888 wurde er dann als Konzertmeister in die Oldenburger Hofkapelle berufen. Dies verschaffte ihm einen wichtigen Bewerbungsvorteil, als der Leiter der Hofkapelle, Hofkapellmeister Albert Dietrich, 1891 aus gesundheitlichen Gründen pensioniert wurde. Manns konnte sich im folgenden Bewerbungsverfahren gegen starke Konkurrenz, so etwa gegen einen Neffen Max Bruchs und einen von Johannes Brahms empfohlenen Hamburger Chordirigenten, durchsetzen. Manns war seinerseits bei seiner Berufung als Konzertmeister von Hans von Bülow, unter dem er in Bremen mehrfach gespielt hatte, empfohlen worden.
Manns wurde, wie auch Dietrich vor ihm, vor allem wegen seiner Leistungen als Komponist nach Oldenburg berufen. Er stand vor der schweren Aufgabe, das von seinem Vorgänger erreichte Niveau der Hofkapelle zu festigen und auszubauen. Nach seinem Biographen Ernst Hinrichs, der sich auf zeitgenössische Presseberichte beruft, gelang ihm dies nicht, obwohl er im Vergleich zu der auf Schumann und Brahms ausgerichteten Konzertpraxis seines Vorgängers neue, zeitgemäßere Akzente setzen konnte und vor allem Bruckner und Tschaikowski den Weg nach Oldenburg öffnete. Die Probleme Manns' lagen aber wohl in der eigentlichen Orchesterarbeit, da er, laut Hinrichs, nicht in der Lage war, den Reformbestrebungen der Zeit nachzukommen, die vor allem nach der Jahrhundertwende deutlich wurden und auf „Stileinheit“ und „Stilreinheit“ der Konzertpraxis zielten. Manns stellte, wie sein Vorgänger, noch die typische Kombination aus Komponist und Dirigent des 19. Jahrhunderts dar und war nicht nur exklusiv Dirigent, wie ihn für die Zeit maßgeblich Hans von Bülow verkörperte. Zudem genügte auch die Ausstattung der Hofkapelle zu Beginn des 20. Jahrhunderts nicht mehr den Anforderungen, die die neuen Kompositionen (zum Beispiel Anton Bruckner, Richard Strauss u. a.) an Orchestergröße, Orchesterdisziplin und Aufführungspraxis stellten.
1913 ging Manns in Pension und wurde für seine Verdienste um das Oldenburger Musikleben von Großherzog Friedrich August mit dem Professorentitel ausgezeichnet.